# Gladiolus anatolicus
Gladiolus anatolicus är en irisväxtart som först beskrevs av Pierre Edmond Boissier, och fick sitt nu gällande namn av Otto Stapf. Gladiolus anatolicus ingår i släktet sabelliljor, och familjen irisväxter. Inga underarter finns listade i Catalogue of Life.